# Настасья і Фомка
«Настасья і Фомка» — радянський короткометражний, чорно-білий, фактично німий — ніхто з героїв не вимовляє слів, художній фільм 1968 року. Дебютний фільм, ВДІКівська курсова робота режисера Миколи Губенка і оператора Елізбара Караваєва. Дебют 16-річної акторки Наталії Бєлохвостікової. Виконавець ролі фомки — справжній жебрак з паперті Троїце-Сергієвої Лаври. Фільм відзначений призами «За найкращу першу навчальну роботу» і «За найкращу операторську роботу» на VI студентському фестивалі «ВДІК-69».

## Сюжет
Зима. Сніг мете, завиває хуртовина. У старого Фоми померла дружина. Везе Фома на санях труну на сільський цвинтар по пустельній запорошеній зимовій дорозі, і бачиться йому, що Настасья поруч босоніж по снігу йде — жива, молода, як на фотокартці…

## У ролях
- Наталія Бєлохвостікова — Настасья
- Невідомий актор — Фома

## Знімальна група
- Режисер — Микола Губенко
- Сценарій — Микола Губенко
- Оператор — Елізбар Караваєв
- Художник — Олександр Толкачов